# Chất cháy
Chất cháy là chất (hợp chất, hỗn hợp) cùng với chất ôxi hóa tạo ra phản ứng ôxi hóa khử mạnh, nhanh, tỏa nhiệt lượng lớn, có nhiệt độ cao và thường phát sáng. Trong quân sự, một số chất cháy được dùng vào nguồn năng lượng cho động cơ máy bay, tàu chiến, xe tăng, ô tô, tên lửa… một số được nạp vào đạn cháy, bom cháy, mìn cháy, súng phun lửa nhằm gây cháy, sát thương sinh lực, phá hủy cơ sở vật chất, phương tiện kỹ thuật, công trình quân sự và môi sinh của đối phương.

## Lịch sử
Chất cháy được sử dụng từ rất sớm, nạp vào các loại hỏa khí (hỏa hổ), bắn gây cháy cho đối phương. 
Trung Quốc sử dụng chất cháy  từ thế kỷ 10, Arập thế kỷ 12, châu Âu thế kỷ 14. Từ thế kỷ 19 các loại súng sử dụng chất cháy phát triển mạnh, năm 1915 quân Đức là nước đầu tiên có súng phun lửa. Quân đội Pháp và Quân đội Mỹ đã sử dụng chất cháy trong chiến tranh xâm lược Việt Nam. 
Ở Việt Nam, Quân đội Nhà Trần, Quân đội Tây Sơn đã sử dụng hỏa khí có hiệu quả trong kháng chiến chống quân phong kiến phương Bắc.

## Thành phần

### Theo trạng thái tồn tại
- Chất cháy thể rắn gồm các chất cháy nhiệt nhôm, các muối giàu ôxi
- Chất cháy thể lỏng gồm dầu hỏa, xăng, điêzen...
- Chất cháy thể khí gồm các khí đốt

### Theo thành phần hóa học
- Chất cháy cần ôxi của không khí gồm sản phẩm dầu mỏ, xăng, dầu, napan, photpho trắng
- Chất cháy không cần ôxi không khí gồm chất cháy nhiệt nhôm, các muối giàu ôxi (chất cháy kim loại)

### Theo nguồn gốc sản xuất
- Chất cháy lấy từ sản phẩm dầu mỏ
- Chất cháy kim loại
- Chất cháy hỗn hợp sản phẩm dầu mỏ và kim loại
- Chất cháy photpho trắng

## Phân loại
Một số loại chất cháy thường dùng trong quân sự: 
- Hỗn hợp xăng - dầu hỏa (dầu điêzen) cháy cần ôxi của không khí, nhiệt độ cháy 800-1.000oC, được đóng nạp trong bom (thùng) cháy
- Napan-1 (NP-1) cháy cần ôxi của không khí, nhiệt độ cháy 900-1.000oC; đóng nạp trong bom cháy, đạn cháy, súng phun lửa
- Napan-2 (NP-2) cháy cần ôxi của không khí, nhiệt độ cháy 900-1.000oC, đóng nạp trong bom cháy, đạn cháy, súng phun lửa và phương tiện phun lửa khác
- Chất cháy dầu keo OP-2 được đóng nạp vào bom cháy, đạn cháy, súng phun lửa
- Crêp là loại cao su non, nhiệt độ cháy 700-800oC, có thể dùng thay thế OP-2 để pha dầu keo
- Tecmit và chất cháy kim loại, có các loại TH-1, TH-2, TH-3, TH-4, cháy không cần ôxi không khí, nhiệt độ cháy 2.500-3.000oC, được đóng nạp vào bom cháy, đạn cháy, lựu đạn cháy
- Pyrogen (PT-1, 2, 3), chất cháy hỗn hợp thể keo, cháy cần ôxi không khí, nhiệt độ cháy 1.400-1.600oC; được đóng nạp vào bom
- Trietil nhôm (TEA), tự bắt cháy khi tiếp xúc với không khí, nhiệt độ cháy 2.300oC; được nạp vào đạn cháy, lựu đạn cháy, súng XM-202, M-72
- Photpho trắng (WP), tự bốc cháy trong không khí, nhiệt độ cháy 900-1.000oC, khi cháy còn tạo khói, được đóng nạp vào bom, đạn, mìn, lựu đạn cháy.